# Katni
Katni (auch bekannt als Murwara) ist eine Stadt (Municipal Corporation) im indischen Bundesstaat Madhya Pradesh.
Katni ist Hauptstadt des gleichnamigen Distrikts.
Die Stadt liegt knapp 90 km nordnordöstlich der Stadt Jabalpur, wo sich die Verwaltung der Division befindet. Das Flüsschen Katni fließt westlich an der Stadt in nordöstlicher Richtung vorbei.
Die Stadt hatte beim Zensus 2011 221.883 Einwohner.
Katni liegt an einem wichtigen Eisenbahnknotenpunkt.
Bei Katni zweigt die Fernstraße NH 78 nach Umaria von der NH 7 (Jabalpur–Rewa) ab.
Kalkstein- und Bauxit werden bei Katni abgebaut. Die Rüstungsindustrie ist ein wichtiger Wirtschaftszweig in Katni.